# Рао Джодха
Рао Джодха (хинди राव जोधा; 28 марта 1416 — 6 апреля 1489) — раджа раджпутского княжества Марвар (1459—1489 год).
Основатель города Джодхпур (1459 год), ныне второго по величине города штата Раджастхан, Индия.

## Биография
Происходил из клана Ратхор. Был сыном Ранмала, правителя Марвара. В 1427 году после смерти отца унаследовал его трон. С 1433 года после убийства раджи княжества Мевар Мокалаингха двумя братьями (Чача и Мера) стал регентом при малолетнем сыне Кумбха и правил до его совершеннолетия.
В 1430-х годах подтвердил союз с Кумбхой, поскольку княжествам Мандор и Мевар угрожал Ахмед-шах I, султан Гуджарата. В 1438 году потерпел сокрушительное поражение и потерял значительную часть государства и столицу Марвара, но продолжил борьбу, которая продолжалась 15 лет. В то же время вместе с Кумбхой сражался против Малавского султаната. Лишь в 1453 году вернул себе все свои владения. В том же году индуистская святая Карни Мата благословила Рао Джодху на завоевание Аджмера, Мерта и Мандора.
После одержанных побед у него возник конфликт с княжеством Мевар. Рао Джодха захватил ряд городов Мевара. Вскоре из-за угрозы со стороны Гуджарата и Малавского султаната раджпуты урегулировали споры.
В 1459 году Рао Джодха решил перенести столицу на новое место, где и заложил город Джодхпур. Сохранилась легенда о том, как это происходило. Рао Джодха попросил совета у индуистского аскета, и тот указал благоприятное место, которое оказалось на остром выступе скалы: крепость, построенная здесь, обещала быть абсолютно неприступной. Здесь была построена замечательная, единственная в своем роде, великая и могучая крепость, царский дворец и другие постройки. Крепость поражала воображение. Но Джодха не учёл, что на высокой скале, где стоит крепость, нет источников воды. И хотя потом была разработана очень сложная система подачи воды из прудов у подножия скалы в крепость, это лишило крепость её оборонного значения. Вскоре у подножия скалы вырос большой город, новая столица княжества. Его развитию способствовало выгодное расположение на торговом пути из Дели в Гуджарату.